# Фелисити Џоунс
Фелисити Џоунс (енгл. Felicity Jones; Бирмингем, 17. октобар 1983) британска је глумица.
Глумом је почела да се бави са 12 година када је наступила у филму Трагачи за благом (1996), а потом је тумачила улогу Етел Халоу у дечијој ТВ серији Најгора вештица (1998) и њеном наставку Колеџ Вирдсистер (2001). Џоунсова је неко време играла мање улоге у британским ТВ серијама и филмовима, све до 2011. године, када је изведбом у љубавној драми До лудила привукла пажњу јавности и освојила неколико награда за глумачко откриће године. Године 2014. играла је главну женску улогу у биографском филму Теорија свега, који јој је донео номинације за награде Оскар, Златни глобус и БАФТА за најбољу глумицу у главној улози. Пажњу шире публике привукла је 2016. године када је тумачила улогу Џин Ерсо у филму Одметник 1: Прича Ратова звезда.

## Детињство и образовање
Фелисити Џоунс одрасла је у Борнвилу, насељу које се налази у јужном делу Бирмингема. Њени родитељи су се упознали док су радили за дневни лист „Експрес и Стар“ у Вулверхемптону. Њен отац је новинар, а мајка се бави маркетингом. Развели су се када је Фелисити имала три године, након чега је њу и њеног брата одгајала мајка. Упркос томе, чланови породице остали су у веома блиским односима. Глумица је изјавила да „јој је развод родитеља дао снажан осећај самопоуздања и независности, јер је схватила да мора да научи како да се самостално издржава јер се никад не зна шта будућност носи са собом.“
По завршетку академије за девојчице „Кингс Нортон“, Џоунсова је похађала школу „Краљ Едвард VI“ у Хендсворту. Након једногодишње паузе (током које је наступила у серији Слуге), посветила се студијама енглеског језика на Оксфорду. Током студирања, наступала је у школским представама, међу којима су драма о богињи Атис и Шекспирова Комедија неспоразума у којима је играла главне улоге. Била је члан „Оксфордског драмског друштва“, у коме су Меги Смит, Ричард Бартон, Хју Грант и Кејт Бекинсејл такође начинили прве веће глумачке кораке.

## Филмографија
| Улоге Фелисити Џоунс        |                                 |                    |                                                                                       | |
| Година                      | Српски назив                    | Изворни назив      | Улога                                                                                 | Напомене |
| 1996.                       | Трагачи за благом               |                    | Алис Бастабл                                                                          | ТВ филм |
| 1998.                       | Најгора вештица                 |                    | Етел Халоу                                                                            | ТВ серија; 1. сезона |
| 2001.                       | Колеџ Вирдсистер                |                    | Етел Халоу                                                                            | ТВ серија |
| 2003.                       | Слуге                           |                    | Грејс Меј                                                                             | ТВ серија; 6 епизода |
| 2007.                       | Нортангерска опатија            |                    | Кетрин Морланд                                                                        | ТВ серија |
| 2007.                       | Рт гнева                        |                    | Зои Броган                                                                            | ТВ серија; 8 епизода |
| 2008.                       | Доктор Ху                       |                    | Робина Редмонд                                                                        | ТВ серија; епизода The Unicorn and the Wasp |
| 2008.                       | Сећања једне будале             |                    | млада Лут                                                                             | |
| 2008.                       | Повратак у Брајдсхед            |                    | Корделија Флит                                                                        | |
| 2009.                       | Шери                            |                    | Едме                                                                                  | |
| 2009.                       | Дневник Ане Франк               |                    | Марго Франк                                                                           | мини-серија; 5 епизода |
| 2010.                       | Млади на раскршћу               |                    | Џули Кендрик                                                                          | |
| 2010.                       | Соул момак                      |                    | Менди Хоџсон                                                                          | |
| 2011.                       |                                 |                    |                                                                                       | |
| Бура                        |                                 | Миранда            |                                                                                       | |
| Девојка из планинске колибе |                                 | Ким Метјуз         |                                                                                       | |
| До лудила                   |                                 | Ана Марија Гарднер | Награда Емпајер за најбољег новајлију                                                 | |
| Албатрос                    |                                 | Бет                | номинација - Британска независна филмска награда за најбољу глумицу у споредној улози | |
| Хистерија                   |                                 | Емили Далримпл     |                                                                                       | |
| Осма страна                 |                                 | Џулијана Ворикер   | ТВ филм                                                                               | |
| 2012.                       | Пријатно време за венчање       |                    | Доли Тачем                                                                            | |
| 2013.                       | Уздах                           |                    | Софи                                                                                  | |
| 2013.                       | Невидљива жена                  |                    | Нели Тернан                                                                           | номинација - Британска независна филмска награда за најбољу глумицу у главној улози |
| 2014.                       | Девојке                         |                    | Дот                                                                                   | ТВ серија; епизода Role-Play |
| 2014.                       | Со на бојном пољу               |                    | Џулијана Ворикер                                                                      | ТВ серија |
| 2014.                       | Чудесни Спајдермен 2            |                    | Фелиша Харди                                                                          | |
| 2014.                       | Теорија свега                   |                    | Џејн Хокинг                                                                           | номинација - Оскар за најбољу главну глумицу номинација - Златни глобус за најбољу главну глумицу у играном филму (драма) номинација - Награда Удружења филмских глумаца за најбољу глумицу у главној улози номинација - БАФТА за најбољу глумицу у главној улози номинација - Награда Удружења телевизијских филмских критичара за најбољу глумицу у главној улози номинација - Награда Сателит за најбољу глумицу у главној улози |
| 2015.                       | Истинита прича                  |                    | Џил                                                                                   | |
| 2015.                       | Судар                           |                    | Џулијет                                                                               | |
| 2016.                       | Инферно                         |                    | Сијена Брукс                                                                          | |
| 2016.                       | Седам минута после поноћи       |                    | Мајка                                                                                 | |
| 2016.                       | Одметник 1: Прича Ратова звезда |                    | Џин Ерсо                                                                              | Награда Емпајер за најбољу глумицу номинација - Награда Сатурн за најбољу глумицу (филм) |
| 2016.                       | Уживо суботом увече             |                    | домаћица                                                                              | |
| 2018.                       | На основу пола                  |                    | Рут Бејдер Гинсберг                                                                   | |
| 2024.                       | Бруталиста                      |                    | Ержебет Тот                                                                           | |